# Bogatyje Saby
Bogatyje Saby (russisch Богатые Сабы; tatarisch Байлар Сабасы, Baylar Sabası) ist eine Siedlung städtischen Typs in der Republik Tatarstan in Russland mit 7671 Einwohnern (Stand 14. Oktober 2010).

## Geographie
Der Ort liegt knapp 90 km Luftlinie ostnordöstlich der Republikhauptstadt Kasan am Flüsschen Saby im Einzugsbereich des rechten Kama-Nebenflusses Mjoscha.
Bogatyje Saby ist Verwaltungszentrum des Rajons Sabinski sowie Sitz der Stadtgemeinde (gorodskoje posselenije) Bogatyje Saby, zu der außerdem das knapp fünf Kilometer südlich gelegene Dorf Srednije Saby gehört.

## Geschichte
Das Gründungsjahr des Ortes ist unbekannt, aber wahrscheinlich entstand er wie auch andere Ortschaften entlang dem Fluss Saby zwischen dem 14. und Anfang des 16. Jahrhunderts. Ab spätestens dem 18. Jahrhundert war Bogatyje Saby ein regional bedeutendes Handwerks- und Handelsdorf, bekannt für seine Töpfereiwaren (russisch bogaty wie auch tatarisch bay bedeutet „reich“).
Am 10. August 1930 wurde Bogatyje Saby Verwaltungssitz eines neu geschaffenen Rajons. 2004 erhielt der Ort den Status einer Siedlung städtischen Typs.

### Bevölkerungsentwicklung
| Jahr | Einwohner |
| ---- | --------- |
| 1822 | 1655      |
| 1939 | 3145      |
| 1959 | 2915      |
| 1970 | 3477      |
| 1979 | 4537      |
| 1989 | 5608      |
| 2002 | 7196      |
| 2010 | 7671      |

Anmerkung: ab 1939 Volkszählungsdaten

## Verkehr
Bogatyje Saby liegt an der von Kasan über das südwestlich benachbarte Rajonzentrum Tjuljatschi kommenden Regionalstraße 16K-1332, die etwa 20 km nördlich in Schemordan endet. Dort befindet sich an der Strecke Moskau – Kasan – Jekaterinburg die nächstgelegene Bahnstation. Die westliche Umgehungsstraße um Bogatyje Saby trägt die Nummer 16K-1429.